# Y̱
Cette page contient des caractères spéciaux ou non latins. S’ils s’affichent mal (▯, ?, etc.), consultez la page d’aide Unicode.
Y̱ (minuscule : y̱), appelé Y macron souscrit, est un graphème utilisé comme lettre latine additionnelle utilisé dans l’écriture du atsam et dans la romanisation de l’écriture arabe. Il s’agit de la lettre Y diacritée d’un macron souscrit.

## Utilisation
Dans la translittération CLDR, le Y macron souscrit ‹ y̱ › translittère la lettre ʾalif maqṣūra ‹ ى ›.

## Représentations informatiques
Le Y macron souscrit peut être représenté avec les caractères Unicode suivants :
- décomposé (latin de base, diacritiques) :

| forme     | représentation | chaîne de caractères | point de code | description                                           |
| --------- | -------------- | -------------------- | ------------- | ----------------------------------------------------- |
| capitale  | Y̱              | Y◌̱                   | U+0059 U+0331 | lettre majuscule latine y diacritique macron souscrit |
| minuscule | y̱              | y◌̱                   | U+0079 U+0331 | lettre minuscule latine y diacritique macron souscrit |